# الحرب الأنجلو-عثمانية (1807-1809)
كانت الحرب الأنجلو-عثمانية (1807-1809) جزءً من الحروب النابليونية. ففي صيف عام 1806، وخلال حرب التحالف الثالث (الذي كان بين المملكة المتحدة وروسيا وبروسيا والسويد ضد الإمبراطورية الفرنسية الأولى)، تمكن الكونت سباستياني سفير نابليون الأول لدى الدولة العثمانية من إقناع العثمانيين بإلغاء جميع الامتيازات الخاصة الممنوحة لروسيا في عام 1805، وحصر فتح المضائق التركية (الدردنيل) على السفن الحربية الفرنسية. في المقابل، وعد نابليون بمساعدة السلطان على قمع التمرد في صربيا واستعادة المناطق التي فقدتها الدولة العثمانية. وبعد أن دخل الجيش الروسي مولدوفا واخيا عام 1806، أعلن العثمانيون الحرب على روسيا.
خلال عملية الدردنيل في سبتمبر 1806، ضغطت بريطانيا على السلطان سليم الثالث لطرد الكونت سباستياني، وإعلان الحرب على فرنسا، والتنازل عن ممالك الدانوب لروسيا، وتسليم الأسطول العثماني، والحصون التي على الدردنيل، للبحرية الملكية. بعد رفض سليم لهذا الإنذار، دخل أسطول بريطاني بقيادة نائب الأميرال السير جون توماس داكويرث مضيق الدردنيل يوم 19 فبراير 1807، ودمر القوة العثمانية البحرية في بحر مرمرة، ورابط أمام الآستانة. لكن العثمانيون نصبوا مدافعهم القوية وعززّوا تحصيناتهم بمساعدة من الكونت سباستياني والمهندسين الفرنسيين، مما إضطر السفن الحربية البريطانية للإبحار مرة أخرى إلى البحر المتوسط في 3 مارس 1807.
في 16 مارس 1807، جردت بريطانيا حملة من 5,000 جندي على مصر، واحتلت الإسكندرية، إلا أن قوات محمد علي باشا انتصرت عليها، وأجبرتها على الرحيل بعد ستة أشهر. أيضًا، لم تقدم فرنسا الدعم العسكري الكافي للعثمانيين في حربهم العنيفة مع روسيا، كما فشل نابليون في إجبار روسيا على اتفاق هدنة في عام 1807. ولذلك، وفي 5 يناير 1809، أبرمت الحكومة العثمانية معاهدة الدردنيل مع بريطانيا.

## وصلات خارجية
- Treaty of the Dardanelles at Answers.com
- Ottoman Empire at the Encyclopædia Britannica